# Stróżki (województwo wielkopolskie)
Stróżki – wieś w Polsce, położona w województwie wielkopolskim, w powiecie szamotulskim, w gminie Wronki.
| SIMC    | Nazwa | Rodzaj    |
| ------- | ----- | --------- |
| 0533216 | Borek | część wsi |

W latach 1975–1998 wieś administracyjnie należała do województwa pilskiego.
Podczas prac archeologicznych w 2020 odkryto na dwóch stanowiskach zlokalizowanych we wsi przedmioty z okresu neolitu.